# Moskou 2042
Moskou 2042 (Russisch: Москва 2042) is een boek, geschreven door de Russische schrijver Vladimir Vojnovitsj. Het boek is een parodie op de Russen en de Sovjet-Unie en losjes gebaseerd op het boek 1984 van George Orwell.

## Het verhaal
Vitali Kartsev is een uit de Sovjet-Unie verbannen schrijver. Al snel blijkt het hem in het Westen niet mee te vallen: de ook verbannen schrijver Karnavalov blijkt veel populairder. Karnavalov beweert bovendien een verre verwant van tsaar Nicolaas II te zijn, en wordt grif geloofd. Kartsev zoekt en vindt een nieuwe uitdaging in de mogelijkheid met een speciaal Lufthansa-toestel in de tijd te reizen. Bestemming is Moskou in het jaar 2042. Voor Kartsev weggaat, trachten verschillende mensen hem te beïnvloeden: een sjeik, de KGB, de CIA, en ook Karnavalov zelf.
Kartsev komt aan in Moskou. Hij merkt dat hij wordt opgewacht. Wat hij zich immers niet heeft gerealiseerd, is dat men zijn werk heeft gelezen, en weet wie hij is. Men ontvangt hem echter hartelijk, en tracht hem ervan te overtuigen dat nu, anno 2042, het echte communisme is gekomen, onder leiding van de "Genialissimus", die in een ruimtestation hoog boven de Sovjet-Unie vertoeft. Men blijkt van Moskou een "modelstad" te hebben gemaakt, door simpelweg alles wat de overheid niet beviel de stad uit te gooien, er een aparte Sovjetrepubliek van te maken, en de stad door een 'Berlijnse Muur' te omringen. Na wereldcommunisme (Trotski) en communisme in een staat (Stalin), wordt nu het 'communisme in een stad' gepropageerd. De Moskovieten zijn echter trots en beweren dat drie Ringen Van Vijandigheid Moskou omsingelen: de nog niet écht communistische Sovjet-Unie buiten Moskou, de jaloerse Oostbloklanden, en het vijandige Westen.
Kartsev verkent Moskou, maar komt tot de ontdekking dat de situatie nog armoediger is dan in 1982. Aan alles is gebrek. Als hij om koffie vraagt, vraagt men "of hij maïs- of gerstekoffie wil". Als Kartsev om koffie-koffie vraagt, is men stomverbaasd: echte koffie is nauwelijks te krijgen. De schappen zijn leeg, en over alles, tot prostitutiebezoek aan toe, is strikte regulering van de overheid. Kartsev, die wel zin heeft in een prostituee, komt tot de ontdekking dat zelfs daar gebrek aan is, en dat het bordeel een doe-het-zelf bordeel is. Wel met strenge regels: zo is het bijvoorbeeld verboden om "persoonlijke conflicten en ruzies met behulp van seksuele hulpmiddelen te beslechten".
De schellen vallen Kartsev al snel van de ogen, en hij ontdekt de ware reden waarom hij zo in de watten wordt gelegd. Blijkbaar heeft Kartsev, na thuiskomst, een coup tegen het regime beschreven. Karnavalov, de pseudotsaar, zou zich namelijk ingevroren hebben om, wanneer het communisme zou verzwakken, de macht te grijpen als tsaar Sim I. De autoriteiten hopen dat Kartsev belooft in zijn boek geen melding te maken van het incident. In dit geval zou het namelijk ook niet gelezen worden, en zouden de mensen ook geen rare ideeën krijgen, en zou de coup waarschijnlijk nooit plaatsvinden. Kartsev zou ten overstaan van het grote publiek moeten verklaren dat hij zou gaan schrijven hoe geweldig de Sovjet-Unie 2042 is/was/zal zijn. Kartsev houdt het regime voor de gek en verandert slechts de naam van Karnavalov in Serafim, die direct door het publiek wordt overgenomen. De mensen worden wild, en het regime wordt ten val gebracht. Karnavalov wordt door artsen ontdooid en keert terug naar Rusland, waar hij als tsaar Serafim I de troon bestijgt. Na kort in het gevang te hebben gezeten, verlaat Kartsev 2042 en keert terug naar zijn tijd. Hij ziet nog net dat de nieuwe tsaar begint een bewind te creëren dat geen haar beter is dan het communisme; Rusland valt terug in feodale autocratie.
Het boek is een satire op Rusland en de Sovjet-Unie van de jaren 80. De bureaucratie wordt op de hak genomen (zelfs voor naar de hoeren gaan zijn regels), en er wordt door het regime een toneelspel opgezet waar iedereen zo doorheen prikt, behalve natuurlijk de bewoners van Moskou in 2042. Alles is armoedig en gebrekkig, terwijl men zichzelf wijsmaakt in het Paradijs te wonen. Ook met een aantal Russische karaktertrekken c.q. vooroordelen wordt de hak genomen. Zo kan Kartsev het niet laten om op de meest ongebruikelijke momenten naar de fles te grijpen, zelfs op het moment waarop hij door de tijd reist. Ook kan hij niet van vrouwen afblijven, die op hun beurt zijn bedprestaties niet hoog inschatten. Karnavalov, wiens naam al suggereert dat men hem beter niet serieus kan nemen, wordt uiteindelijk tsaar. Als nieuwe heerser blijkt hij even erg als de oude: hij annexeert Roemenië en Bulgarije, verbiedt vrouwen broeken te dragen, sluit zijn tegenstanders op en kruisigt een aantal van hen. Kartsev loopt op zijn oude collega Karnavalov af, maar wordt in het gevang gesmeten omdat hij de opdracht niet heeft uitgevoerd.